# Штаде
Штаде (њем. Stade) град је у њемачкој савезној држави Доња Саксонија. Једно је од 40 општинских средишта округа Штаде. Према процјени из 2010. у граду је живјело 45.918 становника. Посједује регионалну шифру (AGS) 3359038, NUTS (DE939) и LOCODE (DE STA) код.

## Географски и демографски подаци
Штаде се налази у савезној држави Доња Саксонија у округу Штаде. Град се налази на надморској висини од 9 метара. Површина општине износи 110,0 km². У самом граду је, према процјени из 2010. године, живјело 45.918 становника. Просјечна густина становништва износи 417 становника/km².

## Међународна сарадња
| Мјесто      | Држава  | Врста сарадње | Од    |
| ----------- | ------- | ------------- | ----- |
|             | Пољска  | партнерство   | 1998. |
| Гиват Шумел | Израел  | партнерство   | 1987. |
|             | Шведска | партнерство   | 1984. |
|             | Финска  | контакт       | 1985. |
|             | САД     | пријатељство  | 1993. |
| Извор       |         |               |       |